# Quillette
Quillette — либертарианский онлайн-журнал, основанный австралийской писательницей Клэр Леманн. Основной акцент делается на науке, технологии, новостях, культуре, и политике.

## История
Quillette был запущен в октябре 2015 года в Сиднее, Австралия. Сайт привлек значительное внимание общественности 7 августа, 2017, после публикации ответов четырёх ученых (Ли Джасим, Дэвид Шмит, Джеффри Миллер и Дебра Сох) на скандальную статью Джеймса Даморе. Веб-сайт был временно закрыт из-за DDoS-атаки после этой публикации.

## Оценки
- Писательница Габи Дель Валье описывает Quillette как журнал «либертарианского толка», «сосредоточенный на академии» и «центр реакционной мысли»[1].
- Журналистка Кэти Херцог отмечает, что сайт был положительно оценён Стивеном Пинкером[11] и Ричардом Докинзом[12], но, хотя большинство авторов текстов являются учёными, это сборник колонок мнений, а не научный журнал[13].
- Журналист The Guardian Джейсон Уилсон описывает Quillette как «сайт, помешанный на якобы существующей в университетах войне со свободой слова»[14].
- Журналист The Washington Post Аарон Хэнлон отмечает, что Quillette «помешан на опасностях „критической теории“ и „постмодернизма“»[15]. Политический комментатор Эндрю Салливан называет сайт «освежающе неортодоксальным»[16].
- Журналист Slate Дэниел Энгбер замечает, что хотя некоторые материалы издания «великолепные и интересные», большинство статей в Quillette «догматичны, однообразны и скучны». Также он считает, что в Quillette даже «незначительные последствия группового мышления, такие как закрытая театральная постановка, упавшие продажи книги или осуждающие твиты», считаются в статьях журнала серьёзной опасностью, при этом многие авторы прибегают к мышлению жертвы[англ.], которое они же сами и критикуют[17].
- Журналистка Daily Beast Алекс Лео отмечает, что хотя Quillette позиционирует себя как интеллектуально противоположный мейнстримным изданиям, он «в основном публикует аргументы правых, основанные на политике обид»[18].